# 長野県道292号御馬越塩尻停車場線
長野県道292号御馬越塩尻停車場線（ながのけんどう292ごう おんまごえしおじりていしゃじょうせん）は、長野県東筑摩郡朝日村大字古見字御馬越から同県塩尻市の塩尻停車場に至る一般県道である。別名は塩尻街道。

## 路線状況

### 重複区間
- 長野県道293号上今井洗馬停車場線（塩尻市洗馬）
- 長野県道301号塩尻停車場線（塩尻市大門）

## 地理

### 通過する自治体
- 長野県
東筑摩郡朝日村 - 塩尻市

### 交差する道路
- 長野県道291号新田松本線（東筑摩郡朝日村大字小野沢字新田＝新田交差点）
- 長野県道298号土合松本線（東筑摩郡朝日村大字小野沢字土合＝信号無交差点）
- 長野県道293号上今井洗馬停車場線（塩尻市洗馬＝原村交差点）
- 長野県道294号原洗馬停車場線（塩尻市洗馬＝中原交差点）
- 国道19号（塩尻市宗賀＝桔梗ヶ原交差点）
- 長野県道301号塩尻停車場線（塩尻市大門＝塩尻駅入口交差点）

### 沿線
田園地帯の中を走り、塩尻市大字宗賀字桔梗ヶ原付近ではブドウ畑が多い。
- 塩尻市立洗馬小学校
- 信濃ワイン
- 林農園（五一わいん）
- サントリー塩尻工場
- 中央本線・篠ノ井線塩尻駅